# Lambareiði
Lambareiði (IPA: [ˈlambaɹˌaijɪ], danska: Lambaejde) är en ort på Färöarna, belägen i Runavíks kommun mellan Skála och Lamba vid Lambavík på ön Eysturoy. Vid folkräkningen 2015 hade Lambareiði 7 invånare.

## Befolkningsutveckling
| Befolkningsutvecklingen i Lambareiði 1985–2015 | Befolkningsutvecklingen i Lambareiði 1985–2015 | Befolkningsutvecklingen i Lambareiði 1985–2015 | Befolkningsutvecklingen i Lambareiði 1985–2015 | Befolkningsutvecklingen i Lambareiði 1985–2015 |
| ---------------------------------------------- | ---------------------------------------------- | ---------------------------------------------- | ---------------------------------------------- | ---------------------------------------------- |
|                                                |                                                |                                                |                                                |                                                |
| År                                             |                                                |                                                | Folkmängd                                      |                                                |
| 1985                                           | 1985                                           |                                                | 11                                             |                                                |
| 1990                                           | 1990                                           |                                                | 9                                              |                                                |
| 1995                                           | 1995                                           |                                                | 10                                             |                                                |
| 2000                                           | 2000                                           |                                                | 12                                             |                                                |
| 2005                                           | 2005                                           |                                                | 11                                             |                                                |
| 2010                                           | 2010                                           |                                                | 5                                              |                                                |
| 2015                                           | 2015                                           |                                                | 7                                              |                                                |
|                                                |                                                |                                                |                                                |                                                |